# Портрет Пьетро Аретино
Портрет Пьетро Аретино (итал. Ritratto di Pietro Aretino) — картина венецианского художника Тициана, созданная в 1545 году. Находится в собрании галереи Палатина в Палаццо Питти во Флоренции, Италия.

## История картины
Пьетро Аретино поселился в Венеции в 1527 году и прожил там до конца своей жизни. В это время он был уже известным сатириком, поэтом, публицистом. Он сблизился с Тицианом и поддерживал с ним дружеские отношения на протяжении трех десятилетий.
Выходец из низов, Аретино талантом и настойчивостью снискал себе благосостояние и славу. Для упрочения своего влияния он откровенно пропагандировал собственную персону, всеми мерами укреплял свои связи с власть имущими и старался привлечь к себе внимание публики. Он состоял в переписке с государями, вельможами, художниками, писателями. Эти письма распространялись в списках, а затем издавались. Они оказывали существенное воздействие на общественное мнение и в Италии, и в Европе. Это позволило Аретино получать денежные пособия от множества правителей, заинтересованных в том, чтобы популярное перо оказалось на их стороне.

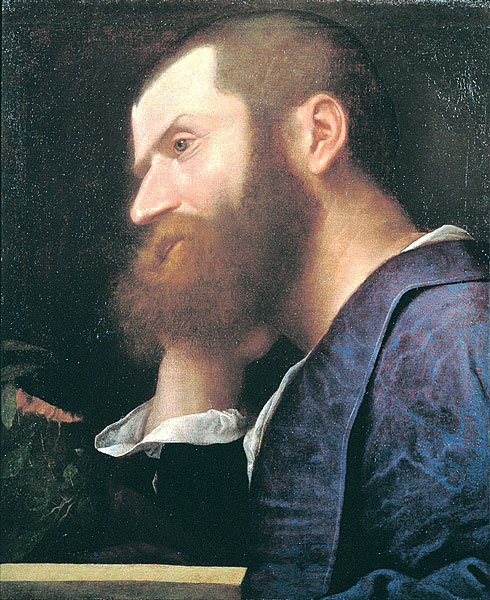
Витторио Згарби утверждает, что этот портрет создан Тицианом в 1511—1512 годах. Другие специалисты приписывают его Алессандро Моретто. Собрание Кёлликера, Милан.

Он заказывал свои портреты виднейшим живописцам. Кроме Тициана его портреты писали Себастьяно дель Пьомбо, Алессандро Моретто, Франческо Сальвиати, Якопо Тинторетто, Джорджо Вазари, его изображения появлялись на гравюрах и медалях. Аретино отправлял портреты князьям и императорам, тем самым рекламируя и самого себя, и творчество художников. Как писал Вазари,

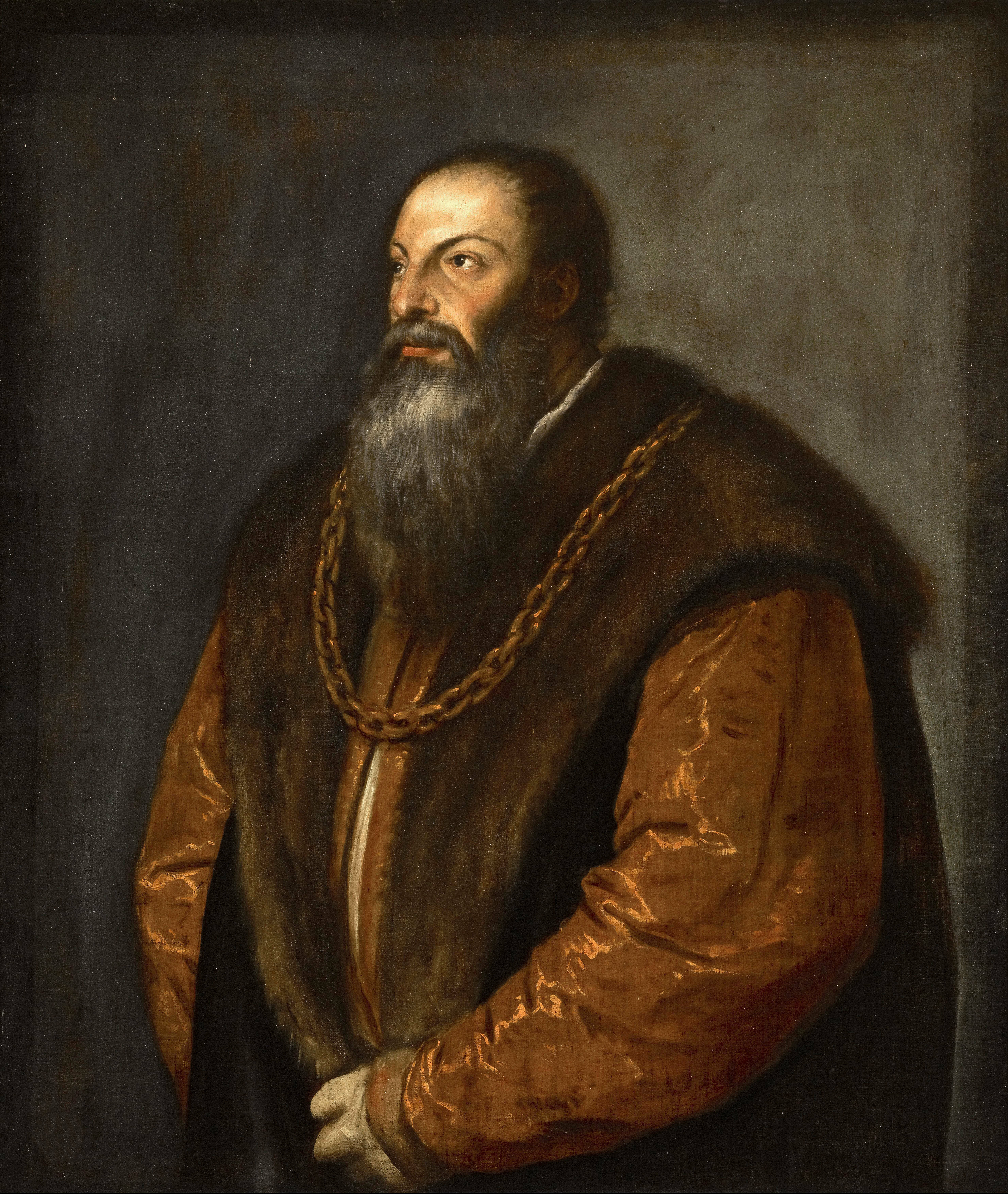
Портрет из собрания Фрика, Нью-Йорк, созданный примерно в 1537 году.

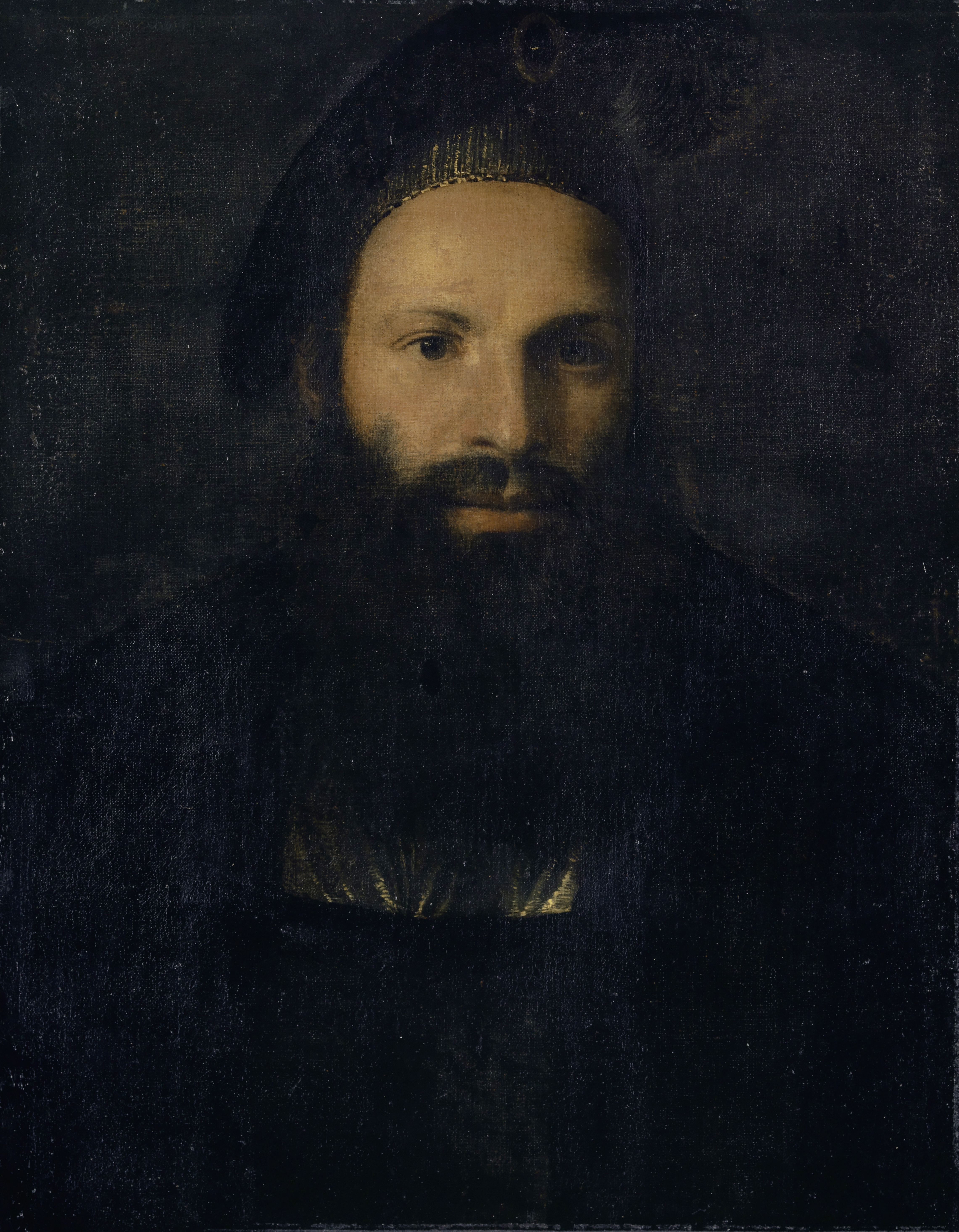
Портрет предположительно 1527 года. Ряд специалистов приписывает его Тициану. Базельский художественный музей.

Когда Пьетро Аретино, знаменитейший писатель наших дней, приехал перед разгромом Рима в Венецию, он сделался ближайшим другом Тициана и Сансовино. Это послужило Тициану на честь и на пользу, так как Аретино распространил его славу настолько же далеко, насколько обширны были пределы, в которых он властвовал своим пером, и в особенности — перед видными правителями.

В источниках упоминаются четыре портрета Аретино работы Тициана. Первый был написан для правителя Мантуи Федерико Гонзага в 1527 году, второй — для кардинала Ипполито Медичи (не позже 1535 года), третий — для издателя Франческо Марколини (около 1537 года, находится в собрании Фрика, Нью-Йорк), четвертый (ему посвящена настоящая статья) — для флорентийского герцога Козимо I Медичи в 1545 году. Последние два портрета сохранились. Также сохранилось два более ранних портрета, происхождение и авторство которых спорны.
Портрет 1545 года хранился в собрании тосканских герцогов и был передан в галерею Палатина в Палаццо Питти, где находится и поныне (по состоянию на 2021 год).

## Художественные особенности картины
На портрете Аретино предстает монументальной фигурой — именно так он и желал себя видеть. Величественный и надменный вид, роскошные бархатные одеяния, тяжелая золотая цепь (вероятно, подарок Франциска I, короля Франции) уподобляют его князьям и вельможам. Его массивный корпус занимает почти всё полотно.
Резкие мазки кисти, блики на красном бархате одежды создают особый пульсирующий эффект. Здесь художник осваивает «эскизный» стиль, характерный для его более поздних работ, когда кажущаяся «незавершенность» работы придает ей особую свежесть. По словам Вазари, поздние картины Тициана 
«написаны мазками, набросаны широкой манерой и пятнами, так что вблизи смотреть на них нельзя и лишь издали они кажутся законченными. … Этот способ работы разумен, красив и поразителен, так как картина, благодаря тому, что скрыты следы труда, кажется живой и исполненной с большим искусством».
Аретино высоко оценил портрет, назвав его в одном из писем «une si terribile meraviglia» — «ужасное чудо», а в другом — что портрет будто бы дышит, и кровь будто бы пульсирует, как в живом человеке.
Однако новаторский стиль Тициана с кажущейся «незавершенностью» его работ далеко не всегда был понятен современникам. Этим можно объяснить колкость Аретино, пошутившего в письме герцогу Козимо Медичи, что за картину стоило бы заплатить побольше, чтобы Тициан отделал ее получше.
Вероятно, портрет не был оценен тосканским двором, по крайней мере, поначалу, поскольку Тициан не получил заказов из Флоренции, на которые надеялся.